# Bécherel
Bécherel è un comune francese di 768 abitanti situato nel dipartimento dell'Ille-et-Vilaine, nella regione della Bretagna.
Nella città sono presenti ben 15 librerie, una libreria ogni 44 abitanti, che è una media molto elevata. Per tale motivo, ogni anno, nella settimana di Pasqua, si svolge nella cittadina un importante Festival del Libro.

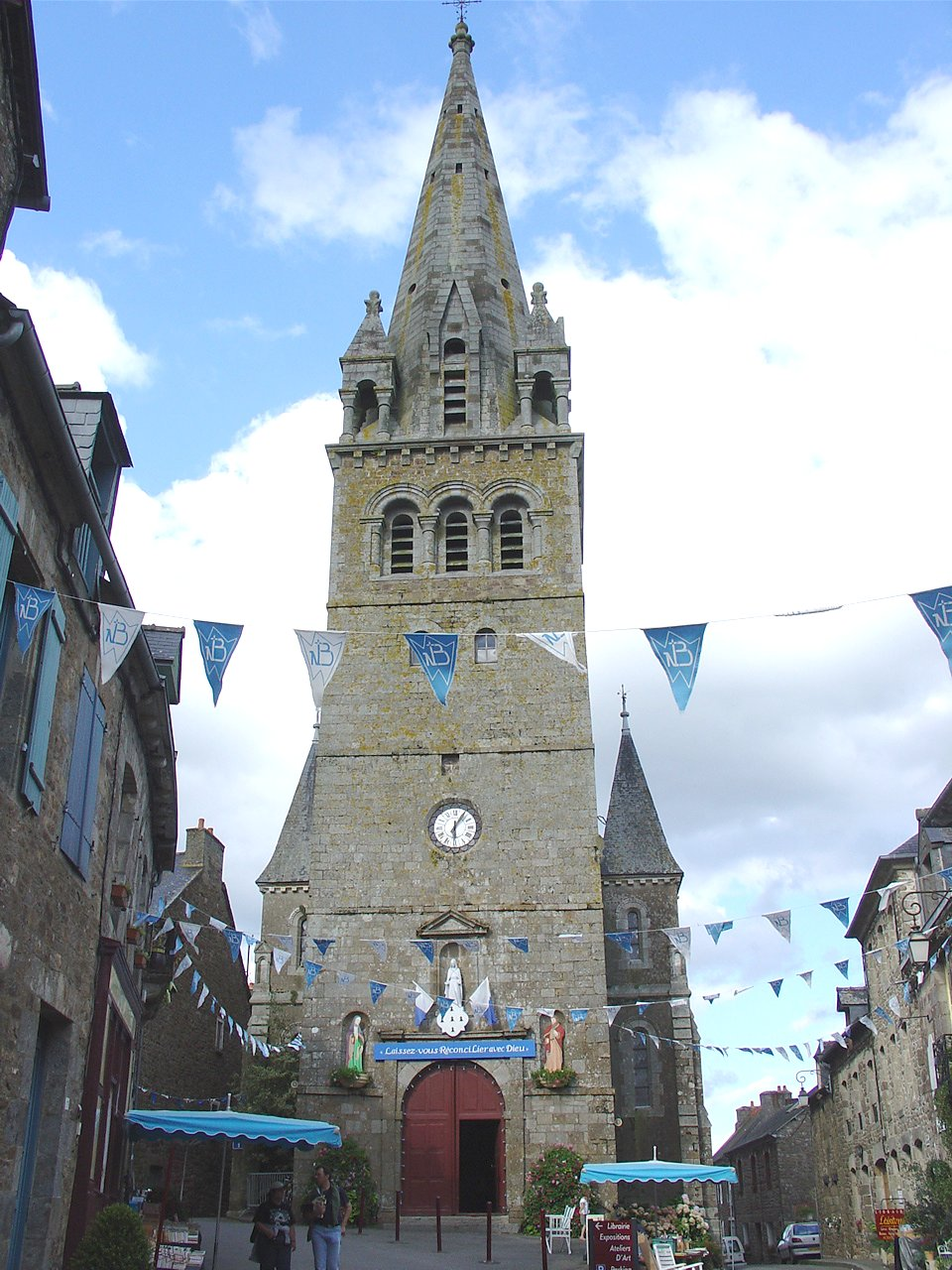
Notre Dame
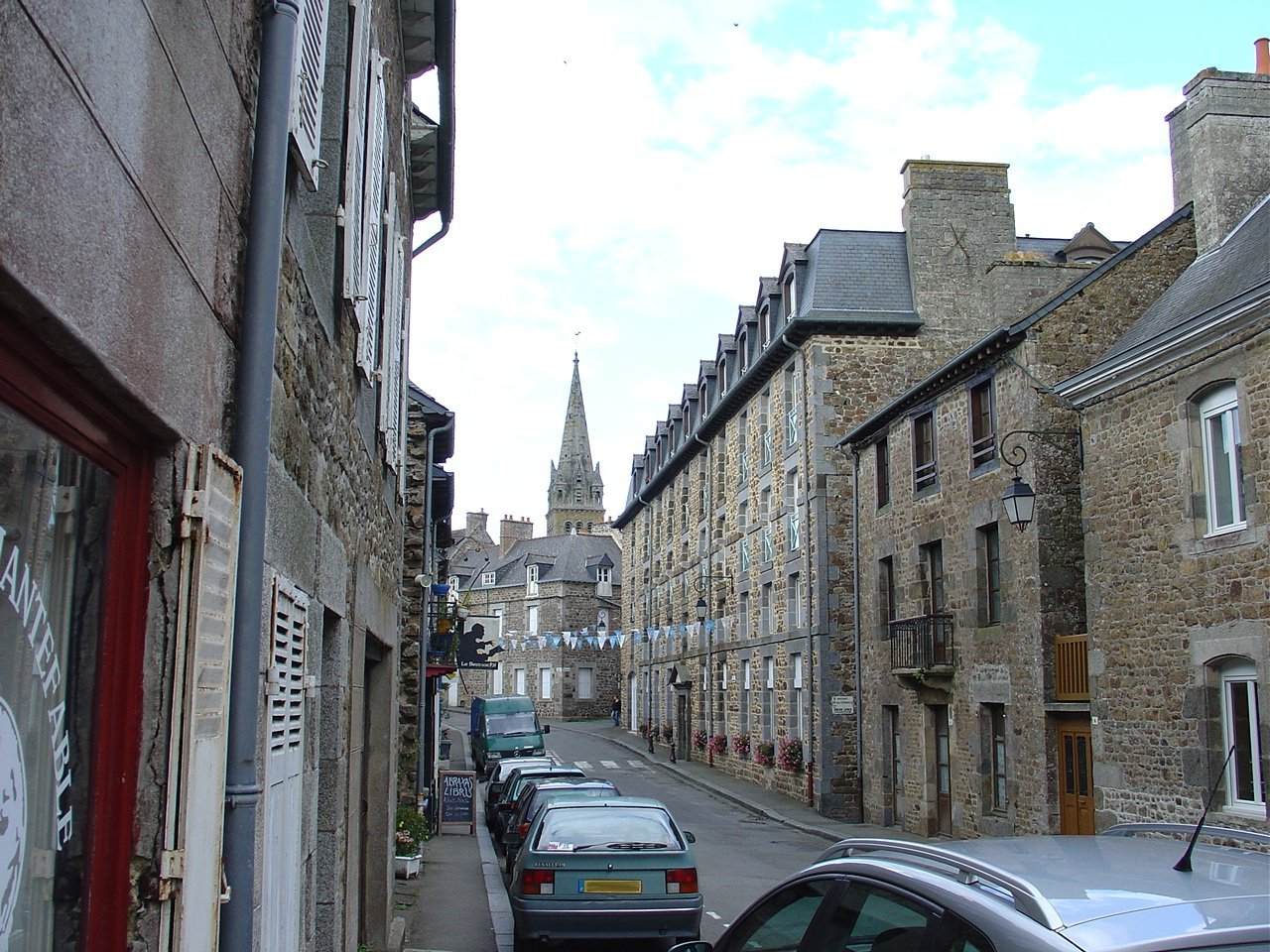
Scorcio
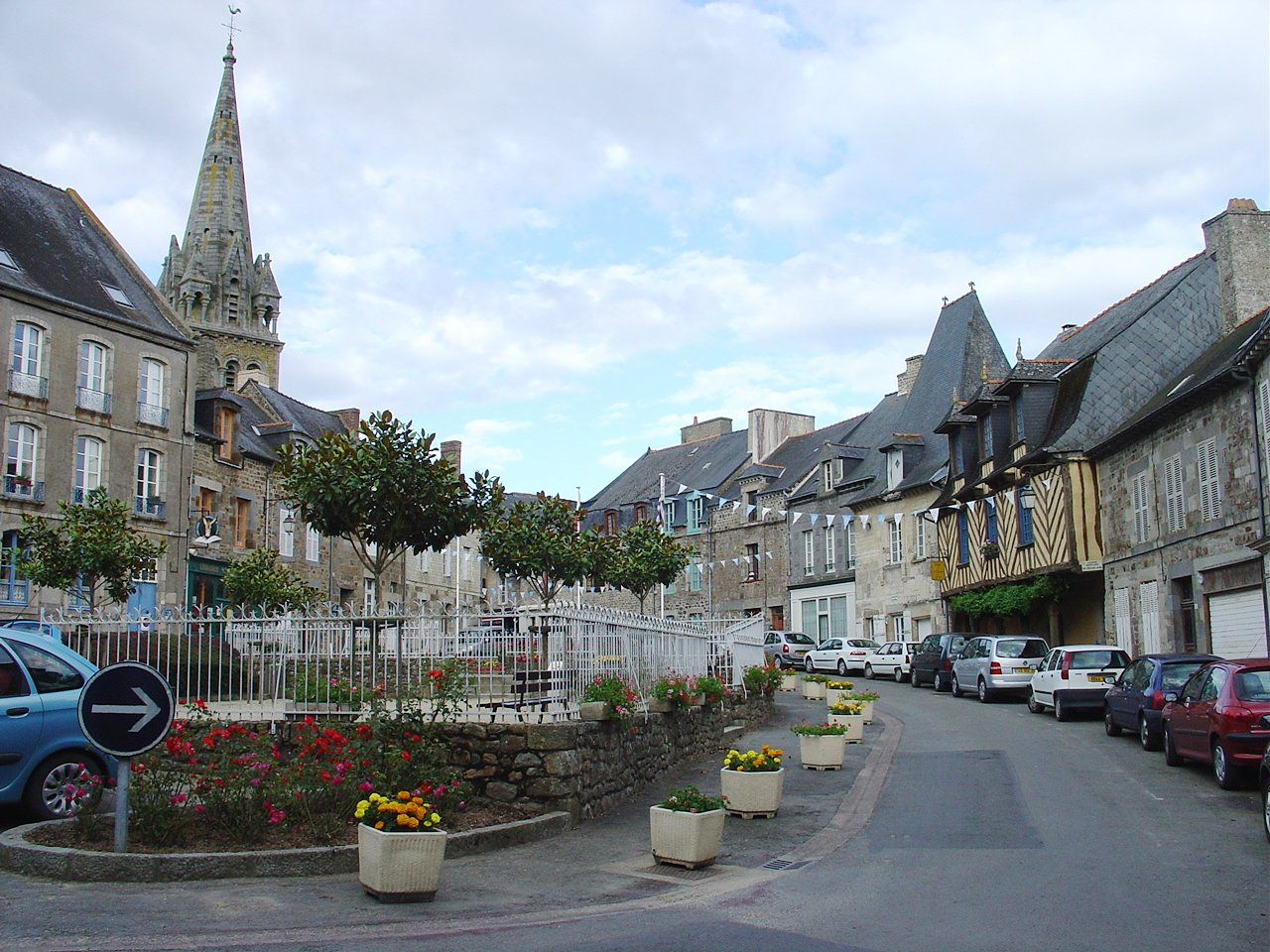
Scorcio

## Società

### Evoluzione demografica
Abitanti censiti